# 루돌프 불트만
루돌프 카를 불트만(독일어: Rudolf Karl Bultmann, 1884년 8월 20일 ~ 1976년 7월 30일)은 독일의 개신교(루터교) 신학자이다. 마르부르크 대학교의 신약학 교수로 30년 동안 재직했으며, 학교 동료인 하이데거의 실존주의 방법을 사용하여 성경의 비신화화를 시도한 신학자라는 평가를 받는다. 이러한 연구는 《예수》(1926)에 집대성되었다. 그의 제자들을 중심으로 이름을 따라서 불트만 학파라는 이름이 만들어졌다.
제2차 세계 대전 이후 볼트만은 신약성경 속 선교의 실존론적 해석을 비신화화(非神話化) 방법에 의해서 행할 것을 주장했다. 예수의 동정녀 탄생 등 성경의 사건이나 서술이 신화적인 요소를 갖고 있을 뿐만 아니라, 복음서 이야기 전체가 현대인으로서는 이해할 수 없는 신화적 우주관념에 바탕을 두고 있다고 이야기한다. 또한 복음서의 세계는 하늘과 땅과 지옥의 3층 구조를 가지고 있는데 만일 신화적 요소가 배제된다면 복음서 역사의 참다운 의미가 명확해진다고 주장했다. 즉 선교 내용을 순수하게 파악하고, 실존철학의 도움을 빌려 우리들의 언어로 번역할 수 있다는 것이다. 그의 주장은 독일 및 유럽 신학계에 큰 논쟁을 불러일으켰다. 한편 종교사적인 방법을 구사하면서 실존론적 해석을 적용한 《요한복음서》 주해나 신약 연구의 체계적 성과를 가진 《신약신학》 등의 뛰어난 업적이 있으며, 논문집 《신앙과 이해》도 4권이나 있고 이 밖에 영국 글래스고 대학교에서의 강의집 《역사와 종말론》 등을 남겼다.

## 생애
불트만은 올덴부르크의 비펠슈테데에서 루터교 목사의 아들로 태어났다. 올덴부르크에 있는 알테스 김나지움에서 아비투어를 획득한 뒤, 튀빙겐 대학교에서 신학을 공부했다. 두 학기가 지난 후, 불트만은 몇 학기 동안 베를린 대학교로 갔고, 결국 마르부르크 대학교에서 학업을 마쳤다. 1910년에 요하네스 바이스의 지도 아래 바울로 서신에 대한 논문으로 취득하였다. 헤르만 궁켈과 빌헬름 하이트뮐러에게도 수학했다. 이후 2년간 하빌리타치온을 거친 후에 마르부르크에서 신약학을 가르친다.
브로츠와프와 기센에서 잠시 강사로 재직한 후 1921년에 마르부르크로 돌아와서 1951년에 은퇴할 때까지 마르부르크에 머물렀다. 불트만은 한스 요나스, 에른스트 케제만, 귄터 보른캄, 헬무트 쾨스터의 박사과정을 지도했으며 한나 아렌트도 가르쳤다. 그의 제자들이 중심이 되어 신 해석학파가 형성되었다. 불트만은 고백교회의 구성원으로 유대인에 대한 학대와 과도한 민족주의, 그리고 아리아인이 아닌 기독교 성직자를 퇴출하는 사회적 현상에 반대하는 등 나치에 대해서 비판적이었다.

## 신학

### 성서의 비신화화
불트만은 현대의 남성과 여성에게 우주의 외계인을 그리게 하는, 하늘의 도시나 삼층적 우주 같은 신화적인 용어를 버려야 한다고 주장했다. 불트만은 그런 신화적 용어들 때문에 많은 현대인들이, 성서와 성서에 나오는 이야기에 나타나는 고유한 구원의 메시지를 함께 거부하는 경향을 보인다고 생각했다. 그가 보기에 이런 상황을 해결하는 방법은, 그리스도의 구원을 현대적이고 철학적이며 심리학적이고 과학적인 언어로 다시 쓰는 것이었다. 그럴 때에야 비로소 현대의 남성과 여성은, 신화적인 용어가 더 이상 전달하지 못하는 진리를 확인할 수 있을 것이라고 여겼다. 그래서 불트만은 그의 신학적 저술에서 기독교 메시지의 신화적인 표현을, 새롭고 실존적인 해석으로 교체시키려고 시도하였다. 성서의 역사적 관점은 그에게 중요하지 않았다. 조직신학자 폴 틸리히도 성서의 "비신화화(demythologization)"를 요청하는 불트만의 메시지에 영향을 받았다.
불트만의 《공관복음서 전승사 (1921)》는 여전히 복음서 연구에서, 틀에 박힌 수사학적인 어구나, 모여서 복음서를 형성한 이야기 단위들에 대한 그의 분석과 불트만이 가장 영향력있는 해설자이었던 이른바 "양식 비평"이라는, 역사적으로 기원을 분석하는 방법을, 거부하는 학자들에게조차 필수적인 도구로 간주된다.

### 양식비평
불트만은 종교사학파의 연구 방법을 배우고 마르틴 디벨리우스와 함께 공관복음서의 양식사적 연구를 추진하여 극단적인 회의론으로까지 발전시켰는데, 1941년에는 요한복음서에 양식비평을 적용하였다. 그 글에서 그는 요한이라는 복음서 저자가 의존하고 있던, 잃어버린 "복음 표적들"(Signs Gospel)의 존재를 구분하여 드러내었다. 이 학술논문은 당시 상당한 논쟁을 불러 일으켰고, 역사적 예수연구에서 하나의 이정표이다. 같은 해에 이루어진 그의 신약성서와 신화 강의는, 신약성서의 메시지를 비신화화하는 문제를 다루었다. 비신화화의 문제는, 해석자들에게 전통적인 신학을 마르틴 하이데거와 불트만의 동료가 지닌 철학으로 대체할 것을 요청했다. 그것은 현대의 독자들이 예수가 가르친 메시지의 실재에 접근 가능하게 하려는 노력이었다. 불트만은 예수의 삶이 이야기이며, 그 이야기의 구조에서 우리는 그것이 희생제사 신학(offering theology)을 드러내고 있음을 알 수 있다고 믿었다. 그 이야기의 교훈들은 신화의 익숙한 언어로 우리를 가르치고 있다는 것이다. 그것들은 배제되는 것이 아니라, 오늘날 우리가 이해할 수 있도록 주어진 설명이다. 불트만은 신앙이 현재의 실재가 되어야만 한다고 생각했다. 불트만에게, 세계의 사람들은 항상 실망스럽거나 소란스러웠다. 신앙은 의지의 결정된 중대한 행동이어야만 하고, 그것은 "고대의 증거들"을 추려 모으거나 격찬하는 것이 아니다.
일부 학자들은, 불트만처럼 복음서 이야기의 역사적인 신뢰도를 의심하는 극단적인 회의주의를 비판한다. 불트만의 모든 영향력은 영어판으로 《케리그마와 신화》(Kerygma and Myth, 1948년)가 출판되고 나서야 비로소 발휘되었다.

## 같이 보기
- 비신화화

## 저서 중 일부
- 《공관복음서 전승사》(독일어: Die Geschichte der synoptischen Tradition) (1921, 1931)
  - 영문 번역판: 《History of the Synoptic Tradition》, Harper San Francisco, 1976, ISBN 0-06-061172-3
- 《예수》(Jesus) (1926)
  - 영문 번역판: 《Jesus and the Word》, Scribner, 1980, ISBN 0-684-14390-9
- 《신약성서와 신화》(Neues Testament und Mythologie) (1941)
  - 영문 번역판: 《The New Testament and Mythology and Other Basic Writings》, Augsburg Fortress Publishers, 1984, ISBN 0-8006-2442-4
- 《루돌프 불트만의 케리그마와 신화 그리고 다섯 가지 비평》 (Kerygma and Myth by Rudolf Bultmann and Five Critics) (1953) London: S.P.C.K., HarperCollins 2000 edition: ISBN 0-06-130080-2, online edition
(에세이 "신약성서와 신화"와 그에 대한 비판적 분석 그리고 비판에 대한 불트만의 반응을 담고 있음)
- 《요한복음서》 (Das Evangelium des Johannes) (1941)
  - 영문 번역판: 《The Gospel of John: A Commentary》, Westminster John Knox Press, 1971, ISBN 0-664-20893-2
- 《신약성서의 신학》(Theologie des Neuen Testaments) (1948–53)
  - 영문 번역판: [Theology of the New Testament]: Complete in One Volume, Prentice Hall, 1970, ISBN 0-02-305580-4
- 《고대 로마 종교의 상황으로 본 초대 기독교》 (Das Urchristentum im Rahmen der Antiken Religionen) (1949)
  - 영문 번역판: 《Primitive Christianity in Its Comtemporary Setting》, Thames and Hudson, 1956.
- 《신화가 없는 종교》(Religion without Myth) (카를 야스퍼스와 공저) (1954)
  - 영문 번역판: 《Myth & Christianity: An Inquiry Into The Possibility Of Religion Without Myth》, translation 1958 by Noonday Press, Prometheus Books, 2005, ISBN 1-59102-291-6.[15]
- 《역사와 종말론》 (History and Eschatology: The Presence of Eternity) (1954–55 Gifford lectures), Harper, 1962 ,Greenwood Publishers, 1975: ISBN 0-8371-8123-2